# Ernst Ginsberg
Ernst Ginsberg (* 7. Februar 1904 in Berlin; † 3. Dezember 1964 in Zollikon, Schweiz) war ein deutscher Schauspieler, Hörspielsprecher, Regisseur und Theaterleiter.

## Leben
Ginsberg war Sohn des Augenarztes Siegmund Ginsberg und dessen Frau Gertrud, geborene Bernhard. Er kam nach der Mittelschule, über die Kammerspiele in Hamburg und München, nach Düsseldorf und 1928 nach Berlin und danach 1932 zu Gustav Hartung ans Landestheater Darmstadt. Dort als Jude entlassen emigrierte er 1933, nach einem weiteren Aufenthalt in Berlin, mit Tätigkeit am Jüdischen Theater, über Wien in die Schweiz und wurde am Zürcher Schauspielhaus engagiert, das damals vom Dramaturgen Kurt Hirschfeld und dem Direktor Ferdinand Rieser geleitet wurde. Er erhielt von dem zunächst widerwilligen Rieser jeweils auf zwei Wochen verlängerte Verträge, bis er sich als Schauspieler mit überzeugenden Auftritten durchsetzte. Außer von Molière spielte er beispielsweise folgende Rollen: der Jude Siegelmann (Die Rassen von Ferdinand Bruckner), Mephisto, Tasso, Franz Moor, Don Carlos, Tartuffe, Hamlet. Er war jüdischer Herkunft, ließ sich jedoch aus persönlicher Überzeugung 1935 katholisch taufen. Max Frisch erwähnt ihn in einem Essay von 1966 als praktizierenden Katholiken.
1946 bis 1950 war er mit Kurt Horwitz Regisseur in Basel, 1944 Herausgeber von Lyrik des 17. Jahrhunderts, 1946 des 18. Jahrhunderts, 1951 Herausgeber von Else Lasker-Schüler und 1956 von Berthold Viertel. Als werktreuer Regisseur zählte Ginsberg zu den frühen Förderern Friedrich Dürrenmatts.
Nach seiner Emigration wirkte er bis 1962 als Mitglied des Zürcher Schauspielhauses und arbeitete von 1952 bis 1961 gleichzeitig als Schauspieler und Regisseur am Residenztheater (München). Von 1955 bis 1960 war er Leiter der Literaturproduktion der Deutschen Grammophon, als der er 1957 zur Verwirklichung seiner Vision einer „akustischen Handbibliothek der Weltliteratur“ das Plattenlabel Literarisches Archiv ins Leben rief. Dort wurden und werden bis heute – inzwischen auf CDs – literarische Schallplatten (vornehmlich Sprechplatten) herausgegeben. Sprecher der ersten Stunde des literarischen Archivs waren u. a. berühmte Autoren wie Thomas Mann oder Gottfried Benn. Auch Ginsberg selbst sprach für die Reihe.

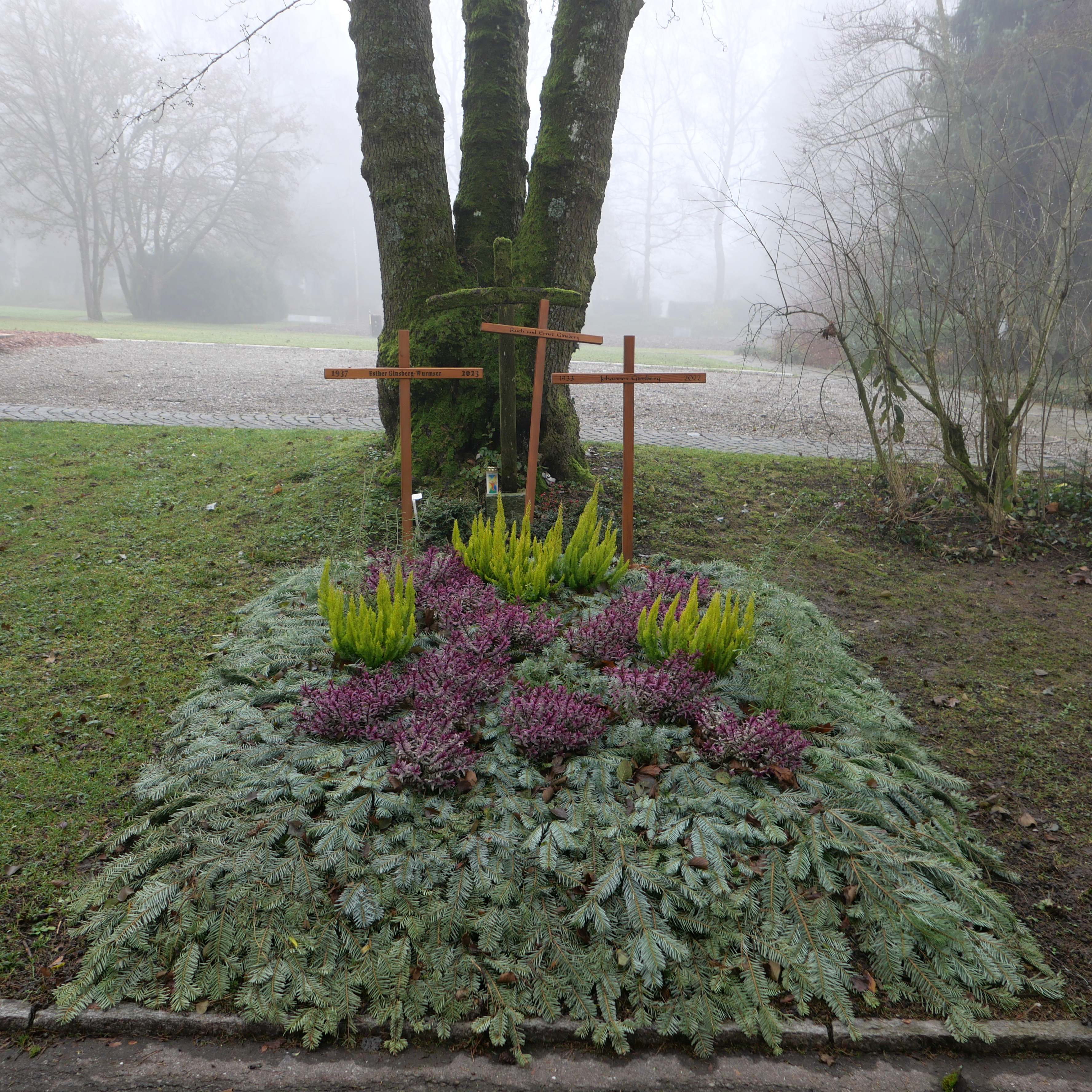
Das Familiengrab

Er war auch sehr häufig als Hörspielsprecher im Einsatz. So konnte man ihn beispielsweise auch in zwei Paul-Temple-Hörspielen erleben, so 1957 in dem vom WDR produzierten Mehrteiler Paul Temple und der Fall Gilbert (Regie: Eduard Hermann, mit René Deltgen, Annemarie Cordes und Kurt Lieck), sowie zwei Jahre später in der BR-Produktion Paul Temple und der Conrad-Fall (Regie: Willy Purucker, mit Karl John und Rosemarie Fendel).
Ernst Ginsberg war mit Ruth Charlotte Greiner (1906–1960) und nach ihrem Tod mit Miriam Spoerri (1931–2010) verheiratet.
Ginsbergs Todesursache war eine amyotrophe Lateralsklerose (ALS). Als er sich schon nicht mehr bewegen und nicht mehr sprechen konnte, diktierte er seiner Pflegerin noch, mit Hilfe des Morsealphabets, mit den Augenlidern Gedichte. Er starb in der Zürcher Klinik Neumünster und fand auf dem Friedhof Fluntern seine letzte Ruhestätte. In dem Grab sind auch seine erste Frau Ruth sowie ihrer beider Kinder Johannes (1933–2022) und Esther Ginsberg-Wurmser (1937–2023) bestattet.

## Theater

### Als Schauspieler
- 1928: Günther Weisenborn: U-Boot S4 (Taucher) – Regie: Leo Reuss (Theater Volksbühne am Bülowplatz Berlin)
- 1929: Ödön von Horváth Die Bergbahn – Regie: Viktor Schwanneke (Theater Volksbühne am Bülowplatz Berlin)
- 1929: Ehm Welk: Kreuzabnahme – Regie: Paul Bildt (Theater Volksbühne am Bülowplatz Berlin)
- 1929: Alfred Wolfenstein: Die Nacht vor dem Beil (Spion) – Regie: Traugott Müller (Theater am Nollendorfplatz Berlin)
- 1929: Eleonore Kalkowska: Josef – Regie: Alfred Trostler (Theater Volksbühne am Bülowplatz Berlin)
- 1929: Frank Wedekind: Frühlings Erwachen – Regie: Karlheinz Martin (Theater Volksbühne am Bülowplatz Berlin)
- 1930: C. K. Munro: Das Gerücht (Diplomat) – Regie: Karlheinz Martin (Theater Volksbühne am Bülowplatz Berlin)
- 1930: Walentin Katajew: Die Defraudanten – Regie: Karlheinz Martin (Theater Volksbühne am Bülowplatz Berlin)
- 1930: V. Kirchon, A. Ouspensky: Rost (Fedor Fedorow) – Regie: Günther Stark (Theater Volksbühne am Bülowplatz)
- 1953: Friedrich Schiller: Die Räuber – Regie: Fritz Kortner (Residenztheater München)
- 1953: Molière: Der Geizige – Regie: Kurt Horwitz (Residenztheater München)
- 1954: William Shakespeare: Was ihr wollt (Bleichenwang) – Regie: ? (Schauspielhaus Zürich)
- 1955: Molière: Tartuffe – Regie: Kurt Horwitz (Residenztheater München)
- 1955: William Shakespeare: Julius Caesar – Regie: Fritz Kortner (Residenztheater München)
- 1955: Nikolai Gogol: Die Heiratskomödie – Regie: Bruno Hübner (Residenztheater München)
- 1957: Gotthold Ephraim Lessing: Emilia Galotti – Regie: Ernst Lothar (Salzburger Festspiele)
- 1959: Otto Zoff nach Carlo Gozzi: König Hirsch – Regie: Axel von Ambesser (Residenztheater München)
- 1959: Molère: Der Misanthrop – Regie: Kurt Horwitz (Cuvilliés-Theater München)
- 1959: William Shakespeare: Das Wintermärchen – Regie: Günther Lüders (Cuvilliés-Theater München)
- 1961: Gerhart Hauptmann: Michael Kramer – Regie: Kurt Horwitz (Residenztheater München)

### Als Regisseur
- 1952: George Bernard Shaw: Die heilige Johanna (Residenztheater München)
- 1953: Jakob Michael Reinhold Lenz: Die Soldaten (Residenztheater München)
- 1954: Johann Wolfgang von Goethe: Die natürliche Tochter (Schauspielhaus Zürich)
- 1956: Molière: Die Schule der Frauen (Residenztheater München)
- 1959: Lope de Vega: Die kluge Närrin (Residenztheater München)
- 1961: August Strindberg: Rausch (Residenztheater München)

## Hörspiele
- 1953: Carl Zuckmayer: Ulla Winblad oder Musik und Leben des Carl Michael Bellmann (Gustav III. König von Schweden) – Regie: Walter Ohm (Hörspiel – BR/RB/SWF)
- 1954: Leonhard Frank: Die Ursache (Staatsanwalt) – Regie: Walter Ohm (Hörspiel – BR)

## Filmografie
- 1954: Hoheit lassen bitten
- 1955: Ich weiß, wofür ich lebe

## Auszeichnung
- Hans Reinhart-Ring (1963)[2]

## Buch
- Ernst Ginsberg: Abschied – Erinnerungen, Theateraufsätze, Gedichte. Verlag die Arche, Zürich 1965.